# Joseph-Aignan Sigaud de Lafond
Joseph-Aignan Sigaud de Lafond (Bourges, 5 gennaio 1730 – Bourges, 26 gennaio 1810) è stato un fisico francese.

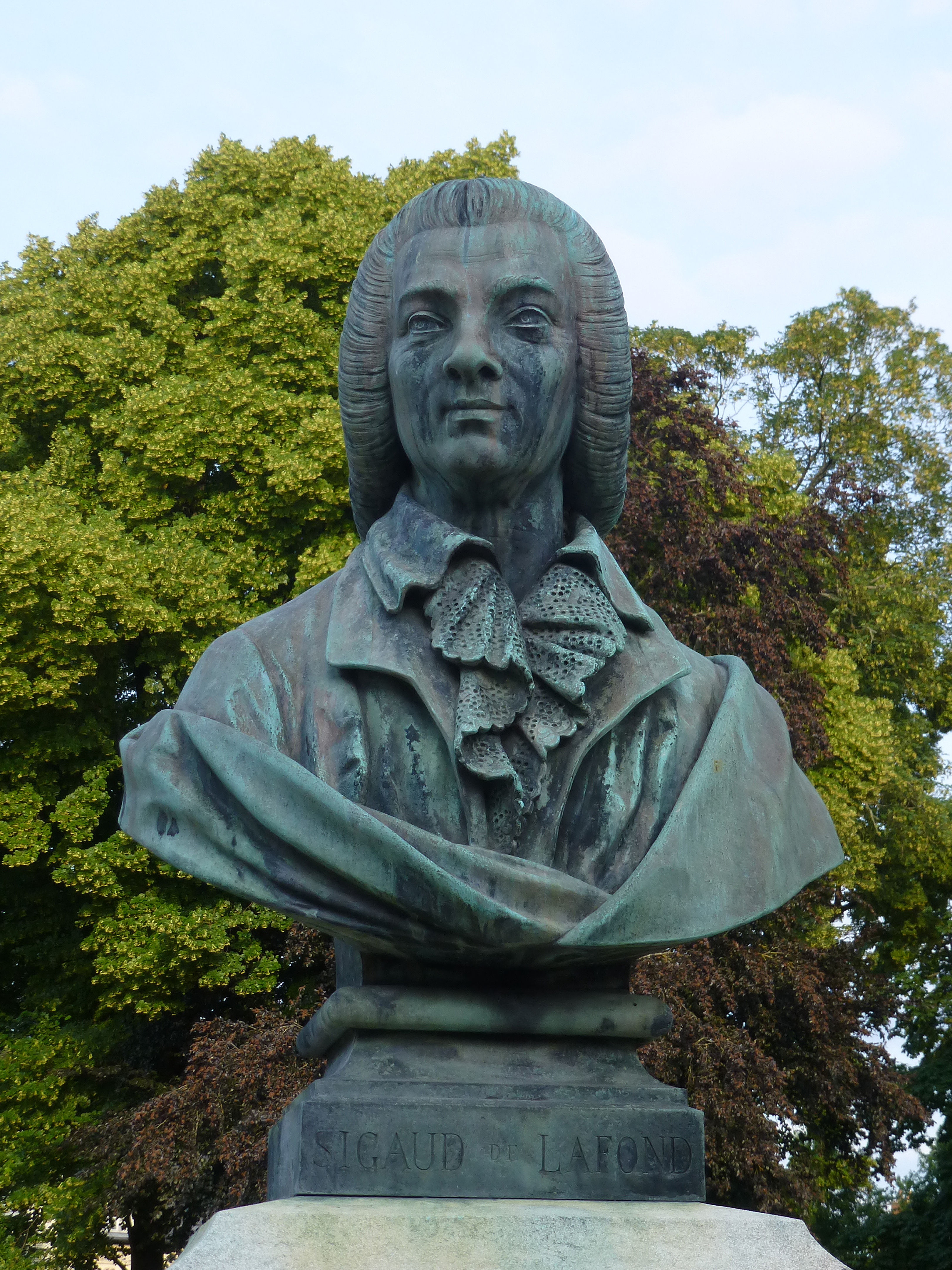

Pur avendo intrapreso la carriera medica come ostetrico, fu uno dei più fedeli uditori dell'abate Jean-Antoine Nollet (1700-1770), al quale succedette, nel 1760, alla cattedra di fisica sperimentale del Collegio Louis le Grand di Parigi. Nel 1795 divenne professore di fisica e di chimica all'École Centrale. Il suo trattato Description et usage d'un cabinet de physique (Parigi, 1775) costituisce un ottimo compendio della fisica sperimentale dell'epoca.

## Opere

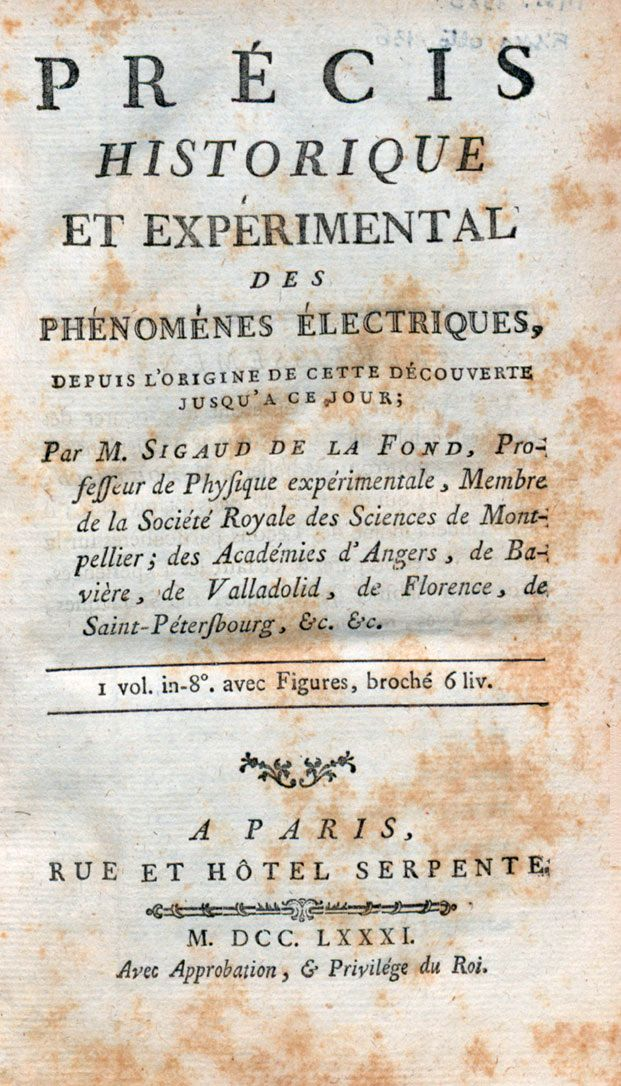
Précis historique et expérimental des phénoménes électriques, depuis l'origine de cette découverte jusqu'a ce jour, 1781

- (FR) Joseph-Aignan Sigaud de Lafond, Leçons de physique experimentale, vol. 1, Paris, Antoine Desventes de La Doué, 1767.
- (FR) Joseph-Aignan Sigaud de Lafond, Leçons de physique experimentale, vol. 2, Paris, Antoine Desventes de La Doué, 1767.
- (FR) Joseph-Aignan Sigaud de Lafond, Précis historique et expérimental des phénoménes électriques, depuis l'origine de cette découverte jusqu'a ce jour, Paris, Gaspard-Joseph Cuchet, 1781.
- (FR) Joseph-Aignan Sigaud de Lafond, Dictionnaire de physique, vol. 1, Paris, Gaspard-Joseph Cuchet, 1781.
- (FR) Joseph-Aignan Sigaud de Lafond, Dictionnaire de physique, vol. 3, Paris, Gaspard-Joseph Cuchet, 1781.
- (FR) Joseph-Aignan Sigaud de Lafond, Dictionnaire de physique, vol. 4, Paris, Gaspard-Joseph Cuchet, 1781.